# 秋田汐梨
秋田 汐梨（あきた しおり、2003年〈平成15年〉3月19日 - ）は、日本のファッションモデル、女優。京都府出身。スターダストプロモーション所属。

## 経歴
2003年（平成15年）3月19日、京都府内にて出生。
2015年、中学1年時に第19回ニコラモデルオーディションでグランプリを獲得。雑誌『nicola』専属モデルとして活動、2015年10月号から2019年5月号まで掲載され、表紙への登場回数は9回を数える。
2017年1月3日、女優としてのキャリア開始はドラマ『富士ファミリー2017』である。
2018年8月、写真集『PROTO STAR 秋田汐梨 vol.1』を発売。また同月1日に『青夏 きみに恋した30日』で映画初出演。
2019年1月6日から3月10日まで放送された日本テレビ系日曜ドラマ『3年A組-今から皆さんは、人質です-』で秋葉凛役で出演し、連続ドラマに初のレギュラー出演。同年8月1日発売の『Seventeen』9月号より同誌専属モデルに就任。同年9月27日公開の映画『惡の華』で玉城ティナとWヒロインである佐伯奈々子役は、数百人参加のオーディションの結果勝ち取った。監督である井口昇は「佐伯を演じられるのは彼女しかいない」と絶賛、満場一致で彼女に決定した。受賞こそ逃したものの、第44回報知映画賞新人賞にノミネートされるなど、秋田の演技は高く評価された。
その後、2020年1月24日から3月27日放送の毎日放送・TBS放送のドラマ特区『ホームルーム』でヒロイン・桜井幸子役や9月17日から10月19日放送のAbemaTVオリジナルドラマ『17.3 about a sex』で皆川祐奈役で出演しトリプル主演を務め、連続ドラマ初主演。この作品は、当時のAbemaTVオリジナルドラマ史上最速・最高コメント数を記録した。
2021年6月4日から上演の舞台『目頭を押さえた』で舞台初出演で主演（筒井あやめ〈乃木坂46〉とのダブル主演）を務める。
2022年2月15日、NHK BSプレミアムにて放送された『だれかに話したくなる山本周五郎日替わりドラマ2』第6話で主演を務め、テレビドラマ初主演。同年7月3日から9月25日放送のABCテレビ・テレビ朝日系ドラマL『彼女、お借りします』で主人公の元恋人で小悪魔系の七海麻美役を演じ、注目を集める。
2023年10月14日、読売テレビ・日本テレビ系木曜ドラマ『5分後に意外な結末「失敗したキューピッド」』で主演を務め、民放ドラマ初主演。
2024年9月13日から26日まで京都シネマで先行公開され、10月5日から18日まで渋谷ユーロスペースでも公開される、出身地・京都が舞台の映画『つぎとまります』で映画初主演。
2025年7月1日発売の『Seventeen』夏号をもって、同誌専属モデルを卒業。8月8日（7日深夜）スタートの『私の彼が姉の夫になった理由』（MBS）で主演（影山拓也、高田里穂とのトリプル主演）。

## 人物
好きな食べ物はお餅、抹茶スウィーツ。モデルプレスの取材に対し、「京都に住んでるので抹茶スウィーツが豊富でありがたい」と述べている。苦手な食べ物はほうれん草、なす、きのこ類など。
趣味・特技はギターとピアノ。

## 出演

### テレビドラマ
- 富士ファミリー2017（2017年1月3日、NHK） - 遠山霧子 役
- 僕たちがやりました 第8話（2017年9月5日、関西テレビ・フジテレビ） - 学生 役[21]
- セトウツミ 第3話（2017年9月5日、テレビ東京） - 吉田 役
- 3年A組 -今から皆さんは、人質です-（2019年1月6日 - 3月10日、日本テレビ） - 秋庭凛 役[22]
- ホームルーム（2020年1月24日 - 3月27日、MBS） - ヒロイン・桜井幸子 役[23]
- クロシンリ 彼女が教える禁断の心理術 第2章 第3話・第4話（2021年5月7日・14日、関西テレビ） - 杏 役[24]
- トーキョー製麺所（2021年9月8日 - 10月13日、MBS・TBS） - ヒロイン・桃田凛 役[25]
- 言霊荘 第5話・第6話（2021年11月6日・13日、テレビ朝日） - 城崎雪乃 役[26]
- だれかに話したくなる山本周五郎日替わりドラマ2 第6話「半化け又平」（2022年2月15日、NHK BSプレミアム） - 主演・椙江 役[13][27]
- 彼女、お借りします（2022年7月3日 - 9月25日、ABCテレビ・テレビ朝日） - 七海麻美 役[28]
- 5分後に意外な結末「失敗したキューピッド」（2022年10月14日、読売テレビ・日本テレビ） - 主演・町田詩織 役[15]
- 連続ドラマW 事件（2023年8月13日 - 9月3日、WOWOW） - 坂井佳江 役[29]
- マルス-ゼロの革命- 第5話（2024年2月20日、テレビ朝日） - 真中凛 役[30]
- 366日 第1話（2024年4月8日、フジテレビ） - 美咲 役
- 3年C組は不倫してます。（2024年10月2日 - 12月18日、日本テレビ） - 高梨琴音 役[31]
- 年下彼氏2 episode7「一人二役」（2024年11月3日、朝日放送テレビ） - ヒロイン・ひまり 役[32]
- ふったらどしゃぶり（2025年1月10日 - 2月21日、MBS） - 水谷かおり 役[33]
- ホンノウスイッチ 第6話 - （2025年2月15日 - 、テレビ朝日） - 相澤さち 役
- トーキョーカモフラージュアワー 第6話 - （2025年2月24日 - 、朝日放送テレビ） - 小林弥恵 役[34]
- Dr.アシュラ 第5話（2025年5月14日、フジテレビ） - 佐竹里帆 役[35]
- 私の彼が姉の夫になった理由（2025年8月8日（7日深夜） - 、MBS） - 主演・宮田愛子 役（影山拓也、高田里穂とトリプル主演）[18][19]

### 映画
- 青夏 きみに恋した30日（2018年8月1日公開、松竹） - 永村さつき 役[36]
- L♡DK ひとつ屋根の下、「スキ」がふたつ。（2019年3月21日公開、東映） - 小林美咲 役[要出典]
- 映画 賭ケグルイ（2019年5月3日公開、ギャガ） - 和気屋喪部美 役
- 惡の華（2019年9月27日公開、ファントム・フィルム） - ヒロイン・佐伯奈々子 役（玉城ティナとダブルヒロイン）[37]
- 星空のむこうの国（2021年7月16日公開、ファントム・フィルム） - ヒロイン・坂口理沙 役[38]
- 劇場版 DISTORTION GIRL（2021年7月30日 - 8月5日、アップリンク吉祥寺にて公開） - 委員長 役[39]
- 映画刀剣乱舞 -黎明-（2023年3月31日、東宝） - ヒロイン・鈴木琴音 役[40]
- リゾートバイト（2023年10月20日、イオンエンターテイメント） - 華村希美 役[41][42][43]
- おしょりん（2023年11月3日〈10月20日に福井県で先行公開〉、KADOKAWA） - 橋本千代 役[44]
- つぎとまります（2024年9月13日〈京都シネマで先行公開〉・10月5日、渋谷ユーロスペースにて公開、パンドラ） - 主演・保津川美南 役[16][45]
- 惑星ラブソング（2025年5月23日〈広島県内の全劇場にて先行公開〉・2025年6月13日、ラビットハウス） - ヒロイン・アヤカ 役[46][47]

### ウェブドラマ
- 3年A組-今から皆さんだけの、卒業式です-（2019年3月10日・17日、Hulu） - 秋葉凛 役[48]
- DISTORTION GIRL（2020年9月6日 - 10月4日、全5回、YouTube / PLAY DISTORTIONch） - 委員長 役[49]
- 17.3 about a sex（2020年9月17日 - 10月29日、全9回、AbemaTV） - 主演・皆川祐奈 役[8][50][51][52]
- 賭ケグルイ双（2021年3月26日 - 4月16日、全8話、Amazonプライム・ビデオ） - 花手毬つづら 役[53][54][55][56][57]
- ある視点〜もう一つの言霊荘〜 6.5話「ある視点〜1号室 雪乃編〜生き延びて」（2021年11月13日、ABEMA） - 城崎雪乃 役
- Hulu U35クリエイターズ・チャレンジ「鶴美さんのメリバ講座」（2022年2月18日、Hulu） - 鶴美環奈 役
- ショート・プログラム「若葉マーク」（2022年3月1日 - 、Amazon Prime Video） - ヒロイン・森山若葉 役[58]
- 覆面D（2022年10月15日 - 11月26日、AbemaTV） - ヒロイン・岡田カズ 役[59]
- 恋愛バトルロワイヤル（2024年8月29日、Netflix） - 藤野紗和 役[60]
- ハツコイスイッチ（2025年2月15日 - 3月9日、TELASA） - 相澤さち 役[61]
- 匿名の恋人たち（2025年10月16日配信予定、Netflix）[62]

### その他の番組
- LIFE!〜人生に捧げるコント〜（2017年6月、NHK）[要出典]
- 最高の最下位（2019年6月13日、読売テレビ）
- 痛快TV スカッとジャパン「神対応スカッと」（2019年10月28日、フジテレビ）
- EXITV! ～FODの新作・名作をPon！Pon！見せまくり!!～（2020年12月17日 - 2022年4月14日、フジテレビ） - コーナーレギュラー

### ウェブ番組
- 松本まりかクリスマス24時間生テレビ～24時間で恋愛ドラマは完成できるのか!?～（2021年12月24日・25日、ABEMA）

### 舞台
- 目頭を押さえた（2021年6月4日 - 7月4日、東京芸術劇場シアターイースト / 7月6日・7日、サンケイホールブリーゼ / 7月9日、名古屋市芸術創造センター） - 主演・中谷修子 役（筒井あやめ〈乃木坂46〉とのW主演）[11][12]
- Bling Bling by Seventeen（2022年3月24日・25日、新宿文化センター・大ホール） - 詩 役[63]
- 幽霊はここにいる（2022年12月8日 - 26日、PARCO劇場 / 2023年1月11日 - 16日、森ノ宮ピロティホール） - ヒロイン・大庭ミサコ 役[64]
- SHELL（2023年11月11日 - 26日、KAAT神奈川芸術劇場 / 12月9日・10日、春秋座） - 主演（石井杏奈とのW主演）[65]

### CM
- 日本マクドナルド「マックシェイクもも＆もも」（2017年8月1日 - 9月1日）[20]
- 川口技研 イメージモデル （2018年2月 - 2022年11月）
- ワールド「ピンクラテ」（2018年5月 - 2019年4月） - イメージモデル
- サントリー「オランジーナ100」（2019年6月 - 12月）
- 帝京大学「宇都宮キャンパス」イメージキャラクター（2019年12月 - ）
- ユニバーサル・スタジオ・ジャパン「ユニ春2021」（2021年3月 - 5月）[66]
- 大正製薬「コパトーン」（2021年4月 - 2022年3月）[67]
- 森永製菓「inゼリーエネルギーブドウ糖」（2023年10月2日 - ） - 将棋棋士の羽生善治と共演[68]
- JR東日本サービスクリエーション「グリーンアテンダント」（2024年2月5日 - ）
- P&G「Gillette Venus」（2024年3月16日 - ）

### MV
- マカロニえんぴつ「恋人ごっこ」（2020年2月6日）[69]
- Ayumu Imazu「破片」（2022年3月25日）

### イベント
- Seventeen 夏の学園祭
  - Seventeen夏の学園祭2023（2023年8月23日、東京ドームシティ プリズムホール）[70]

## 書籍

### 雑誌
- nicola（2015年10月号 - 2019年6月号、新潮社） - 専属モデル
- Seventeen（2019年9月号 - 、集英社） - 専属モデル

### デジタル写真集
- PROTO STAR 秋田汐梨 vol.1（2018年8月17日、JUPIMAR、撮影 - HIROKAZU）ASIN B07G85JDWZ
- PROTO STAR 秋田汐梨 vol.2（2018年10月12日、JUPIMAR、撮影 - HIROKAZU）ASIN B07HWRSNSZ

### カレンダー
- 秋田汐梨オフィシャルカレンダー2019（2018年12月7日、SDP）
- 秋田汐梨オフィシャルカレンダー2020（2019年11月27日、SDP）
- 秋田汐梨オフィシャルカレンダー2021（2020年12月4日、SDP）